# Zamarada loangensis
Zamarada loangensis is een vlinder uit de familie spanners (Geometridae). De wetenschappelijke naam van deze soort is voor het eerst geldig gepubliceerd in 2008 door Sircoulomb.
De soort komt voor in tropisch Afrika.